# 8578 Shojikato
A 8578 Shojikato (ideiglenes jelöléssel 1996 WZ) a Naprendszer kisbolygóövében található aszteroida. Kobajasi Takao fedezte fel 1996. november 19-én.